# Duke Snider
Edwin Donald „Duke“ Snider (* 19. September 1926 in Los Angeles, Kalifornien; † 27. Februar 2011 in Escondido, Kalifornien) war ein US-amerikanischer Baseballspieler, der während seiner Karriere in der Major League Baseball zwei Mal die World Series gewinnen konnte. Snider, der die Spitznamen „The Silver Fox“ und „The Duke of Flatbush“ trug, spielte für die Brooklyn und L.A. Dodgers, die New York Mets und die San Francisco Giants. Im Jahre 1980 wurde Snider in die Baseball Hall of Fame gewählt.

## Frühe Jahre
Snider, der seit seinem fünften Lebensjahr den Spitznamen Duke trug, wuchs in Südkalifornien auf. Schon früh war sein sportliches Talent zu erkennen. Neben dem Baseball, welchen er erfolgreich an der High School in Fallbrook spielte, war Snider zudem als Basketball- und Footballspieler aktiv. Noch an der High School bekam Snider 1943 seinen ersten Baseball-Profivertrag. Schon ein Jahr später kam er zu seinem Debüt bei den Montreal Royals in der International League. Nach einer kurzen Unterbrechung seiner jungen Karriere durch die Zeit beim Militär im Jahre 1945, spielte er 1946 in Fort Worth und 1947 in Saint Paul.
Nach guten Leistungen wurde er von Branch Rickey, dem bekannten Manager der Brooklyn Dodgers, zum Probetraining eingeladen. Mitte der Saison 1947 schließlich wurde Duke Snider erstmals in das MLB-Team berufen.

## MLB-Karriere
Von 1947 bis 1962 war Duke Snider bei den Dodgers aktiv. Er machte den Umzug des Franchise von Brooklyn in seine Geburtsstadt Los Angeles im Jahre 1958 mit und wurde in dieser Zeit sieben Mal in das Team der National League beim jährlichen MLB All-Star Game gewählt.
Nachdem Snider in den Jahren 1947 und 1948 nur sporadisch zum Einsatz gekommen war, war er ab der Spielzeit 1949 eine feste Größe im Outfield der Dodgers. 1950 konnte er erstmals einen Saisonrekord verbuchen, nachdem ihm 199 Hits gelangen. In diesem Jahr wurde er auch erstmals zum All-Star Game eingeladen.
In den folgenden Jahren hielt er seine Offensivleistung konstant und konnte sich in Teilen sogar noch steigern. Im Jahr 1953 erreichte er mit 132 die meisten Runs der gesamten MLB. Bei der Wahl zum MVP der National League war er über Jahre weit vorne in der Abstimmung, konnte die Auszeichnung aber nie erhalten. Besonders 1955, als er auf Platz zwei der Wahl landete, wurde er nur knapp geschlagen. Sein Teamkollege, der Catcher Roy Campanella, gewann die Abstimmung. Nach Ende der Auszählung der Stimmen entbrannte eine Diskussion, ob diese korrekt durchgeführt wurde. Jeder Stimmberechtigte (je einer pro Stadt mit MLB-Franchise) bestimmt seine Top-10-Spieler. Anschließend werden die Punkte vergeben (10 für Platz 1, 9 für Platz 2 usw.). Der Stimmberechtigte aus Philadelphia hatte in seiner Abstimmung den Spieler Roy Campanella zwei Mal angegeben. Zum einen auf Platz 1 und zum anderen an Position 5. Der Versuch, den Irrtum aufzuklären, blieb erfolglos. Die Verantwortliche Baseball Writers Association of America entschied, dass Campanella an Position 1 gewertet wurde und die Punkte für den fünften Platz nicht vergeben wurden. Dies hatte zur Folge, dass Campanella die Wahl mit 226-221 Stimmen gewann. Wäre die Stimme ungültig gewesen, so hätte Snider mit 221-212 gewonnen. Ebenfalls siegreich wäre er gewesen, hätte man ihm die Punkte des nun „freien“ fünften Platzes gutgeschrieben. In diesem Fall hätte er mit 227-226 Punkten gewonnen.
Im Jahr der Kontroverse um den MVP-Award hatten die Dodgers zuvor die World Series 1955 mit 4:3 Siegen gegen die New York Yankees für sich entscheiden können. Snider erzielte vier Home Runs in der Serie. Bei der Niederlage in Spiel 1 im Yankee Stadium gelang ihm einer, ebenso wie beim Sieg in Spiel 4 im Ebbets Field. Im fünften Spiel der Serie, ebenfalls in Brooklyn, hatte Snider schließlich mit zwei Home Runs großen Anteil am Sieg.
Auch in der folgenden Saison gelang Snider mit seinem Team der Einzug in die World Series und er erzielte dort einen Home Run. Allerdings verloren die Dodgers die Serie mit 3:4. Gegner waren erneut die Yankees.
Nach dem Umzug nach Los Angeles 1958 kamen die Dodgers nur schwer in Schwung. Auch Snider persönlich spielte eine für seine Verhältnisse schwache Spielzeit und war mit seinem Team am Ende siebter von acht Teams. Nur ein Jahr später feierte Snider seinen zweiten World Series Titel. In der Finalserie 1959, die die Dodgers mit 4:2 Spielen gegen die Chicago White Sox gewinnen konnten, gelang Snider im entscheidenden sechsten Spiel ein Home Run.
In den Jahren 1960 bis 1962 bekam Snider immer weniger Einsatzzeit bei den Dodgers. In seiner letzten Saison in L.A. bestritt er nur noch 80 Spiele und kehrte zur Saison 1963 nach New York City zurück. Dort bestritt er für die New York Mets noch einmal 129 Partien und wurde zum achten und letzten Mal zum All-Star Spiel eingeladen. In der darauffolgenden Saison wechselte er zu den San Francisco Giants, bei denen er seine letzte Spielzeit als aktiver Spieler bestritt.

## Tod
Duke Snider starb am 27. Februar 2011 im Alter von 84 Jahren im Valle Vista Convalescent Hospital im kalifornischen Escondido. Er war der letzte Überlebende der Dodgers, die 1955 die World Series gewannen.